# Altopiano di Dyer
L'altopiano di Dyer è un vasto altopiano situato nella Terra di Palmer, in Antartide. Esteso per oltre 230 km in direzione nord-sud e largo circa 79 km, l'altopiano non è del tutto roccioso, bensì esso è costituito da colli, montagne e vallate complemante ricoperti da un tale spessore di ghiaccio che, di fatto, fa apparire il tutto come un unico altopiano. I rilievi ricoperti affiorano man mano che ci si avvicina alla coste orientali e occidentali della Terra di Palmer, mostrandosi dapprima come nunatak e quindi come vere e proprie montagne, così, sui versanti dell'altopiano sono stati identificati diversi gruppi montuosi come i monti Gutenko, siti nella regione meridionale e composti da diverse sottocatene, e i monti Welch e la dorsale Eternity, rispettivamente sul versante centro-orientale e nord-orientale. Dall'altopiano di Dyer, che arriva a una quota media di circa 1500 m s.l.m., nascono inoltre la maggior parte dei flussi glaciali che, incanalandosi nelle valli dirette verso le coste, vanno a comporre moltissimi dei ghiacciai che poi, a loro volta, alimentano le piattaforme glaciali presenti davanti alle coste della regione, come la Larsen, a oriente, e la Giorgio VI, a occidente.

## Storia
L'altopiano di Dyer fu fotografato ed esplorato per la prima volta da una spedizione di ricerca del Programma Antartico degli Stati Uniti d'America (USAS) condotta nel 1939-41, e fu in seguito così battezzato dal comitato consultivo dei nomi antartici in onore di J. Glenn Dyer, che fu a capo del reparto dello USAS che attraversò l'altopiano con le slitte, andando dal ghiacciaio Fleming ai monti Welch, e che, nella stagione 1956-57, prese parte come osservatore statunitense a una delle spedizioni di ricerca antartica australiane.